# Institut colombien du bien-être familial
L'Institut colombien du bien-être familial, ou en espagnol : Instituto Colombiano de Bienestar Familiar (ICBF), est l'organisme public chargé de coordonner les efforts au niveau national de l'ensemble des adoptions en Colombie.
Il est créé en 1968 et reformé par la suite à maintes reprises. D'après la loi, son objectif est de « protéger les enfants et améliorer la stabilité et le bien-être des familles colombiennes ». Ses rôles principaux sont de dicter les
normes guidant les activités menant à « l'amélioration des conditions de vie des enfants » et « l'amélioration morale des noyaux familiaux », en plus de formuler et diriger la mise en œuvre de programmes de développement s'adressant aux femmes et aux enfants vulnérables. En 2014, l'ICBF peut agir sur tout le territoire grâce à ses 33 centres régionaux et ses 206 centres de zone.
La Colombie est réputée dans le domaine de l'adoption qui y est strictement régulée, les normes internationales fixées par la Convention de La Haye de 1993 y étant très respectées.